# Tertius

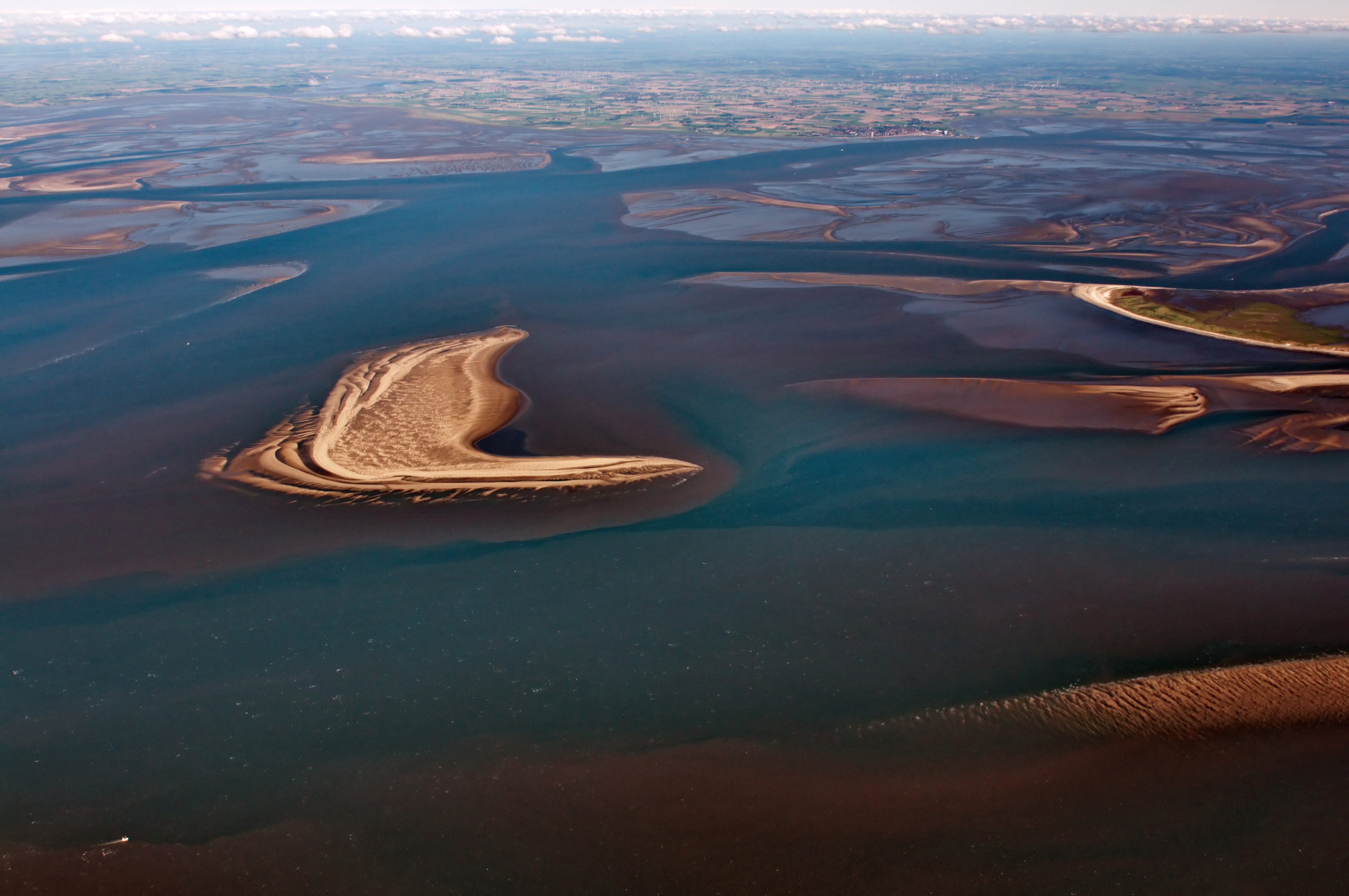
Tertius

Tertius (también conocida como Tertiussand) es un banco de arena situado en el golfo de Heligoland en la costa de Dithmarschen perteneciente al estado alemán de Schleswig-Holstein.
Anteriormente un Hochsand (un banco de arena que se eleva por encima de la marca de marea alta normal, efectivamente una isla estable), Tertius se ha reducido en su elevación por la erosión costera en las últimas décadas. Como resultado, el banco de arena es frecuentemente sumergido y desprovisto de vegetación.